# Gephyromantis zavona
Gephyromantis zavona är en groddjursart som först beskrevs av Vences, Andreone, Glaw och Jasmin E. Randrianirina 2003.  Gephyromantis zavona ingår i släktet Gephyromantis och familjen Mantellidae. IUCN kategoriserar arten globalt som otillräckligt studerad. Inga underarter finns listade i Catalogue of Life.